# Vi khuẩn học
Vi khuẩn học là một nhánh và một chuyên ngành của sinh học nghiên cứu về hình thái học, sinh thái học, di truyền học và hóa sinh của vi khuẩn cũng như là nhiều khía cạnh khác liên quan tới chúng. Phân ngành của vi sinh vật học này liên quan tới việc nhận diện, phân loại và mô tả đặc điểm của các loài vi khuẩn. Bởi vì sự giống nhau của việc suy nghĩ và làm việc với vi sinh vật không phải vi khuẩn như động vật nguyên sinh, nấm và virus, đã có xu hướng mở rộng ngành vi khuẩn học thành ngành vi sinh vật. Những thuật ngữ này trước đây thường được dùng thay thế nhau..Tuy nhiên, vi khuẩn học có thể được phân loại thành một ngành khoa học riêng biệt.

## Tổng quát
Vi khuẩn học là ngành khoa học nghiên cứu vi khuẩn và mối quan hệ của chúng với y học. Ngành vi khuẩn học phát triển từ việc các thầy thuốc cần phải áp dụng lý thuyết về vi trùng để thử nghiệm các mối lo ngại liên quan tới việc hỏng thức ăn và rượu vang vào thế kỷ 18. Việc nhận diện và mô tả đặc điểm của vi khuẩn có liên quan tới các bệnh đã dẫn tới những tiến bộ trong ngành vi khuẩn học gây bệnh. Nguyên tắc Koch đóng một vai trò quan trọng trong việc xác định mối quan hệ giữa vi khuẩn và một căn bệnh cụ thể. Kể từ đó, ngành vi khuẩn học đã có được nhiều bước tiến thành công ví dụ như vắc-xin có hiệu quả, như là diphtheria toxoid và tetanus toxoid. Cũng có một số loại vắc-xin thì không hiệu quả bằng và có tác dụng phụ như là vắc-xin typhoid. Ngành vi khuẩn học cũng đã giúp khám phá ra thuốc kháng sinh.